# Power Rangers Ninja Storm
Power Rangers Ninja Storm è la nona serie dedicata al telefilm Power Rangers, basato sulla serie originale giapponese Super Sentai Ninpuu Sentai Hurricaneger.
La serie televisiva è stata trasmessa negli Stati Uniti nel 2003 e in Italia da Fox Kids il 1 novembre 2004 e in chiaro su Italia 1 a partire dal 7 novembre dello stesso anno, per un totale di 38 episodi, e su K2 dal 15 giugno 2009.
In questa serie non ci sono riferimenti alle altre storie dei Power Rangers, come di solito accadeva nelle altre serie, poiché la serie Ninja Storm non è stata realizzata negli Stati Uniti ma in Nuova Zelanda.

## Trama
Tre ninja designati da una profezia di un'antica pergamena, dopo aver assistito alla distruzione della loro scuola ninja del vento da parte del malvagio Lothor e i suoi mostri, sono costretti a combattere il male, sotto la guida del loro maestro sopravvissuto, e trasformato in un porcellino d'india.
Ai tre si aggiungono altri due, appartenenti ad un'altra scuola ninja, quella del tuono.
Inizialmente, sono nemici dei ninja del vento perché vengono condizionati da Lothor, che gli fa credere che i Ranger abbiano ucciso i loro genitori. Una volta accertatisi dell'inganno si alleano ai ninja del vento. Successivamente anche Cam, figlio del sensei, recupera nel passato l'amuleto che gli permetterà di poter diventare un Power Ranger.

## Episodi
| Stagione       | Episodi | Prima TV USA | Prima TV Italia |
| -------------- | ------- | ------------ | --------------- |
| Prima stagione | 38      | 2003         | 2004            |

## Personaggi e interpreti
I tre hanno il potere dell'aria, dell'acqua e della terra.
- Shane Clarke (Red Wind Ranger), interpretato da Pua Magasiva, doppiato da Gaetano Varcasia.
È il personaggio principale e il capo della squadra orgoglioso ma altruista aiuta sempre i compagni in difficoltà, il suo sport è lo skate, controlla i poteri dell'aria, i quali gli permettono di camminare sull'aria come se fosse un terreno solido e di usarla per attaccare. Alla fine otterrà la proposta di una sponsorizzazione professionistica nel suo sport per fare una tournée nazionale ma non si sa se accetterà, però alla fine diventerà l'insegnante dell'aria dell'accademia ninja.
- Tori Hanson (Blue Wind Ranger), interpretata da Sally Martin, doppiata da Valentina Mari.
È l'unica donna della squadra, bionda, il suo sport è il surf; decisamente più furba e tenace di Shane, controlla i poteri dell'acqua; ha una cotta per Blake, il Navy Thunder Ranger. Alla fine diventa insegnante d'acqua all'accademia ninja.
- Dustin Brooks (Yellow Wind Ranger), interpretato da Glenn McMillan, doppiato da Fabrizio De Flaviis.
È il ragazzo mai cresciuto della squadra, lavora in un negozio di motocross e fa motocross, e controlla i poteri della terra. Deciderà di dedicarsi al free-style anziché alle corse perché ne riscopre la passione, diventerà anche insegnante della terra all'accademia ninja. Ha avuto una cotta per Marah, nipote di Lothor e parente di Cam, nonché nemica dei rangers, quando venne cacciata da suo zio e cercò di dimostrarsi più buona. In realtà Marah ha solo recitato per ingannarlo, facendolo sentire anche umiliato per essersi fidato di lei. Tuttavia, alla fine, si denota che Marah si sia dispiaciuta di averlo ingannato poiché le piaceva veramente, cosa che ribadisce alla fine anche a Cam, chiedendogli se Dustin possa perdonarla. Non si sa se tra i due avverrà qualcosa, ma sia lei che Kapri alla fine entreranno all'accademia ninja.
- Hunter Bradley (Crimson Thunder Ranger), interpretato da Adam Tuominen, doppiato da Marco Vivio.
Apparteneva alla scuola del tuono come suo fratello minore Blake. All'inizio è alleato di Lothor ma poi si unirà ai Wind-Rangers (Shane, Tori e Dustin). Sia lui che il fratello fanno motocross come Dustin ma, soprattutto all'inizio, sono molto più bravi di lui e hanno davanti a loro una grande carriera professionistica. Durante una gara di qualificazione subisce un sorpasso aggressivo del fratello minore che gli costa la qualificazione e il rapporto con lui si inaridisce. Alla fine risolveranno la questione facendo una gara l'uno contro l'altro e, dopo aver perso, ammette di essere semplicemente amareggiato perché suo fratello più piccolo sia più bravo di lui.
- Blake Bradley (Navy Thunder Ranger), interpretato da Jorgito Vargas Jr., doppiato da Stefano De Filippis.
Fratello minore di Hunter, apparteneva alla scuola del tuono ed è stato alleato di Lothor per vendicare i genitori. Come il fratello si unirà ai Wind-Rangers. Lui e il fratello hanno una promettente carriera nel motocross davanti a loro e alla fine, durante una gara, Blake dimostrerà al fratello di essere il più bravo.
- Cameron "Cam" Watanabe (Green Samurai Ranger), interpretato da Jason Chan, doppiato da Stefano Onofri.
È il figlio di Sen-Sei e controlla il potere del samurai con l'amuleto magico datogli dalla madre in un viaggio nel passato, oltre a stare alla base per aiutare i propri compagni. Come ninja, pur non essendo un Ranger, è più forte dei suoi compagni e, diventato ranger, si dimostrerà ancora superiore, sebbene Shane grazie al potere karmaniano lo superi. A differenza dei suoi compagni la sua tecnica di combattimento è di un samurai e non di un ninja, proprio come sua madre. Cam è un cervellone e si occupa di riparare e mandare gli zords ai rangers e anche di creare nuovi equipaggiamenti per gli stessi zords, è anche l'unico del gruppo a non essere dotato nello sport.

I tre ninja dell'accademia del vento per sconfiggere Lothor nella battaglia finale, privati da Lothor dei propri morphers, utilizzeranno il proprio potere ninja. Lothor cadrà nell'abisso del male, portando con sé i poteri dei rangers contenuti nell'amuleto del samurai che Lothor aveva rubato al Green Ranger (suo nipote). I sei rangers si ritroveranno quindi senza più poteri, ma con una lunga carriera come insegnanti nelle rispettive scuole ninja.
I ranger torneranno nella serie Power Rangers: Dino Thunder, ma malvagi essendo stati soggiogati da Lothor, il quale tornato per conquistare la terra si allea con Mesogog. Cam tornerà quindi nell'abisso del male, per recuperare i poteri dei sei ranger. Una volta fatti tornare normali i Wind Rangers, tutti e sei si uniranno ai Power Rangers Dino Thunder per sconfiggere di nuovo Lothor e compagni.